# Abies forrestii
Abies forrestii là một loài thực vật hạt trần trong họ Thông. Loài này được Coltm.-Rog. miêu tả khoa học đầu tiên năm 1919.